# Michael Sugar
Michael Sugar (...) è un produttore cinematografico e produttore televisivo statunitense, famoso per aver prodotto film come The Knick, Rendition - Detenzione illegale e Il caso Spotlight; con quest'ultimo ha vinto l'Oscar al miglior film nel 2016.

## Filmografia parziale

### Cinema
- Rendition - Detenzione illegale (Rendition), regia di Gavin Hood (2007)
- L'amore che resta (Restless), regia di Gus Van Sant (2007)
- Qualcosa di straordinario (Big Miracle), regia di Ken Kwapis (2012)
- Il quinto potere (The Fifth Estate), regia di Bill Condon (2013)
- The Keeping Room, regia di Daniel Barber (2014)
- Il caso Spotlight (Spotlight), regia di Tom McCarthy (2015)
- Collateral Beauty, regia di David Frankel (2016)
- The Report, regia di Scott Z. Burns (2019)
- Panama Papers (The Laundromat), regia di Steven Soderbergh (2019)

### Televisione
- Tredici (13 Reasons Why) – serie TV (2017)
- I Am the Night - miniserie TV, 6 episodi (2019)
- Maniac - miniserie TV (2018)